# كيفن ريتشاردسون (مدرب حيوانات)
كيفن ريتشاردسون (بالإنجليزية: Kevin Richardson)‏ (ولد في 8 أكتوبر 1974) هو المدرب السلوكي للحيوان في جنوب افريقيا الذي عمل على نطاق واسع مع حيوانات في أفريقيا.

## حياته
ولد كيفن ريتشاردسون في عيادة العندليب في 8 أكتوبر 1974 في جوهانسبرغ، جنوب أفريقيا. أمضى طفولته في حي بستان برتقال. والدته، باتريشيا، عملت لبنك باركليز ولدت أيضا في جنوب أفريقيا. ولد الأب ريتشاردسون، الذي كان يعمل في شركة أدوية في المملكة المتحدة وانتقل إلى جنوب أفريقيا من القراءة، بيركشاير. كيفن ريتشاردسون هو اصغر لأربعة أطفال: لديه الأخ الأكبر واثنين من الأخوات الذين هم التوائم وتوفي والده عندما كان ريتشاردسون ثلاثة عشر عاما. عندما كان حوالي ستة عشر عاما، التقى ستان شميت وبدأ مسيرته في عالم «دراسة سلوكيات الحيوان» .

## عائلته
ريتشاردسون وهو متزوج ولديه طفلان. زوجته ماندي هو مدير التسويق في كل من حديقة الأسد وريتشاردسون. لديهم الابن، تايلر، الذي ولد في عام 2009، وابنة، جيسيكا، الذي ولد في يوليو 2013.

## روابط خارجية
- كيفن ريتشاردسون على موقع IMDb (الإنجليزية)
- كيفن ريتشاردسون على موقع ألو سيني (الفرنسية)
- كيفن ريتشاردسون على موقع قاعدة بيانات الفيلم (الإنجليزية)
- كيفن ريتشاردسون على موقع كينوبويسك (الروسية)